# Wadi Al-Salaam
Wadi Al-Salaam er en gravplads beliggende ved den shia-muslimske hellige by Najaf i Irak. Med over fem millioner personer begravet på stedet, og et samlet areal på godt seks km2, er den verdens største gravplads.[kilde mangler] Iman Ali ligger begravet i den nærliggende Imam Ali-moskeen.